# Lionello Santi
Pour les articles homonymes, voir Santi.
Lionello Santi, né le 31 août 1918 à Portoferraio sur l'île d'Elbe et mort le 10 décembre 1995 à Rome, est un producteur de cinéma italien.
Il est parfois connu sous le nom de Nello Santi.

## Biographie
Originaire de Prato, il est né sur l'île d'Elbe mais il a grandi dans la ville natale de sa famille. Diplômé en médecine en 1942, il participe à la Seconde Guerre mondiale en tant que médecin militaire. Après l'armistice de 1943, il rejoint Giustizia e Libertà et devient membre du secrétariat de Ferruccio Parri dans le gouvernement qu'il dirige. À la fin du conflit, il devient directeur de plusieurs entreprises italiennes et fonde en 1952 la société de production cinématographique Galatea Film. Producteur et distributeur, il est président de Cinecittà de 1972 à 1977.

## Filmographie partielle
- 1954 : Le Sixième Continent (Sesto continente) de Folco Quilici
- 1959 : Caltiki, le monstre immortel (Caltiki - il mostro immortale) de Riccardo Freda et Mario Bava
- 1960 : Le Masque du démon (La maschera del demonio) de Mario Bava
- 1961 : La Ruée des Vikings (Gli invasori) de Mario Bava
- 1963 : Les Trois Visages de la peur (I tre volti della paura) de Mario Bava
- 1963 : Les Basilischi (I basilischi) de Lina Wertmüller
- 1963 : Main basse sur la ville (Le mani sulla città) de Francesco Rosi
- 1964 : Marcher ou mourir (Italiani brava gente) de Giuseppe De Santis
- 1971 : Un estate, un inverno, feuilleton de Mario Caiano
- 1972 : L'Œil du labyrinthe (L'occhio nel labirinto) de Mario Caiano
- 1979 : La vie est belle (Жизнь прекрасна) de Grigori Tchoukhraï
- 1987 : Vado a riprendermi il gatto (it) de Giuliano Biagetti
- 1990 : La Mère (Мать) de Gleb Panfilov